# Mondariz - Balneario
Mondariz - Balneario là một đô thị trong tỉnh Pontevedra, Galicia, Tây Ban Nha.